# Professional Fighters League
Professional Fighters League（プロフェッショナル・ファイターズ・リーグ）は、アメリカ合衆国の総合格闘技団体。2017年に投資家グループ「MMAX Investment Partners」による前身団体のワールド・シリーズ・オブ・ファイティングの買収、再編を経て、ベンチャーキャピタリストのドン・デイビスによって同年に設立され、2018年に発足した。
世界で唯一の総合格闘技のメジャーリーグであり、レギュラーシーズンを経てプレーオフ、チャンピオンシップを行う「スポーツとしての総合格闘技」を提示した最初の団体である。略称は、PFL。

## 歴史

### ワールド・シリーズ・オブ・ファイティング
2012年に前身団体のワールド・シリーズ・オブ・ファイティング（WSOF）を設立。レイ・セフォーが会長兼共同創設者として参加。同年11月3日に第1回大会「WSOF 1」を開催。NBC Sports Networkとテレビ契約を結び、2013年には「World Series of Fighting Global Championship」、「ワールド・シリーズ・オブ・ファイティング・カナダ」、「ワールド・シリーズ・オブ・ファイティングセントラルアメリカ」を設立。同年10月26日に第6回大会「WSOF 6」を開催。

### 設立
2017年、MMMAX InvestorsがWSOFの支配権に必要な株式を獲得し、買収、再編を経てProfessional Fighters Leagueを設立。セフォーは試合運営部門の会長に就任した。2018年1月にNFL元幹部のピーター・マレーがCEOに就任。同年6月7日にHuluシアター・アット・MSGで第1回大会を開催。12月31日に6階級でシーズン優勝戦が行われ、優勝者には賞金100万米ドルが授与された。2019年2月にESPNとテレビ契約を結ぶ。
2022年にPFLの出場枠と100万ドルの賞金をかけて競い合う「PFLチャレンジャーシリーズ」を新設。
2023年11月20日にBellator MMAを買収したことを発表。
2024年2月24日にサウジアラビア・リヤドのキングダムアリーナでリヤドシーズンの一環でPFLとBellatorの王者同士の対抗戦を中心としたPFL vs. Bellator: Champsを開催し、PFL側1勝、Bellator側4勝の結果に終わった。対抗戦の勝者は特別ベルトがマイク・タイソンから贈呈された。同年10月19日にはキングダムアリーナでPFL Super Fights: Battle of the Giantsを開催し、スーパーファイト王座を設置した。

## ルール
競技ルールは、ニュージャージー州アスレチック・コミッションが制定した統一ルール（通称：ユニファイドルール）で執り行われる。試合場は十角形のケージ（金網）を使用している。

### ポイント制
各シーズンごとに選手は各階級でポイントを競い合い、上位8選手が決勝トーナメントとなるプレーオフに進出する。ポイントシステムについては試合の勝者は3ポイント、敗者は0ポイント、引き分けの場合は両者が1ポイントを獲得する。また1ラウンドで試合を決着させれば3ポイント、2ラウンドは2ポイント、3ラウンドは1ポイントのボーナスポイントを獲得でき、1ラウンド決着の場合は「Quick Six（クイック・シックス）」として合計6ポイント、2ラウンド決着の場合は「Fab Five（ファビュラス・ファイブ）」として合計5ポイント、3ラウンド決着の場合は「Fast Four（ファースト・フォー）」として合計4ポイント獲得となる。